# Келібія
Келібія (араб. قليبية‎) — місто в Тунісі. Входить до складу вілаєту Набуль. Станом на 2004 рік тут проживало 43 209 осіб.
Місто було засноване у 320 році до нашої ери сиракузьким тираном Агафоклом під час його вторгнення до Африки. Розташоване під захистом високого пагорбу, поселення отримало назву Аспіс (дав.-гр. Άσπις в перекладі з давньогрецької -«щит»). Після відступу Агафокла місто опинилося під владою карфагенян.
У 256 році до нашої ери місто захопив римський консул Марк Атілій Регул. Римляни називали Апсіс на власний лад — Кліпеєю або ж Клупеєю (лат. Clupea, від латинського clypeus — «щит») і перетворили місто на базу для нападів на Карфаген. Втім, за рік карфагеняни зібралися із силами і знищили загарбників, повернувши Аспіс під свою владу.

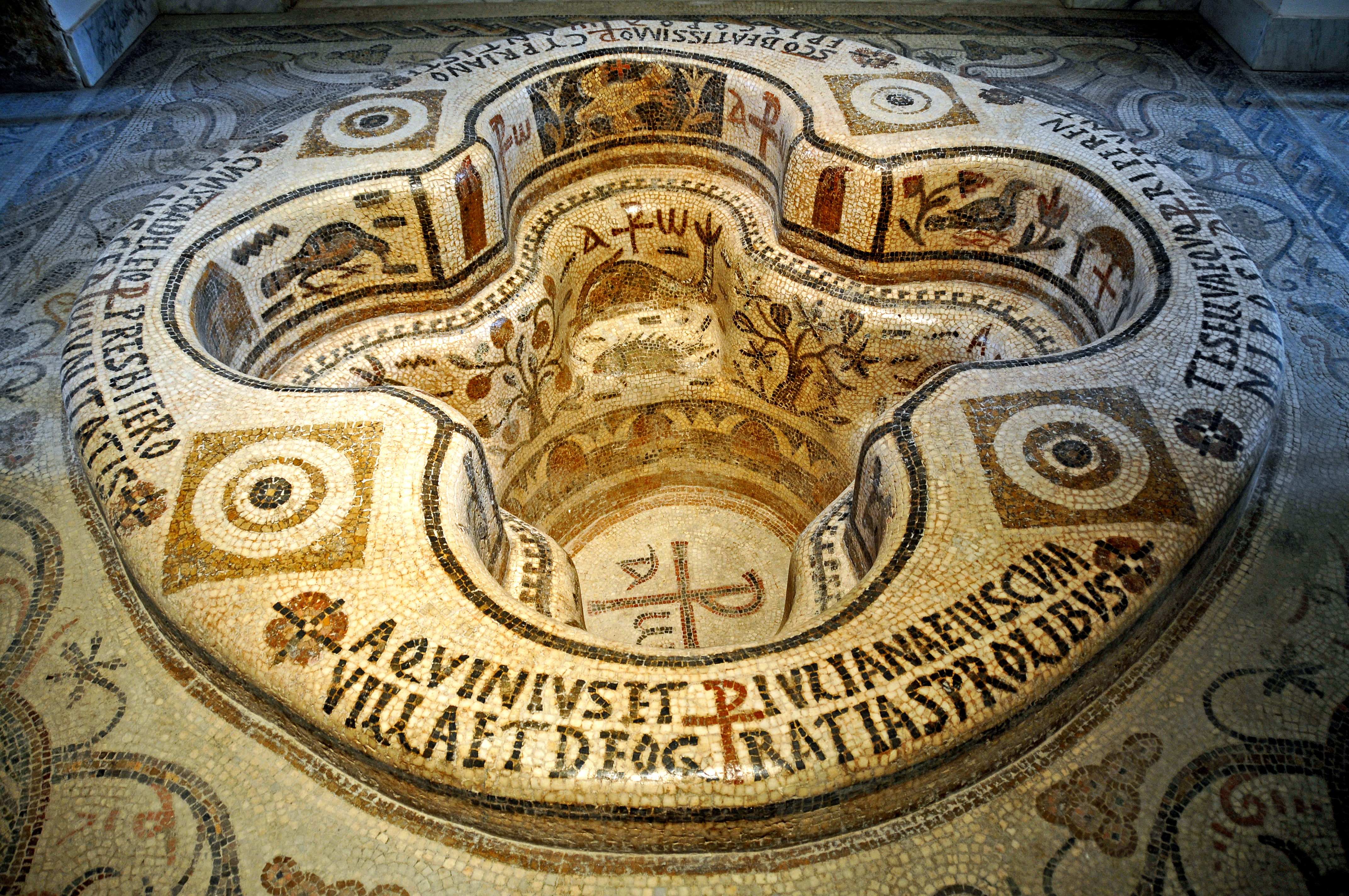
Ранньохристиянський баптистерій з Келібії

У 149 році до нашої ери римський консул Луцій Кальпурній Пізон Цезонін намагався захопити Аспіс, але місто витримало тривалу облогу і остаточно перейшло до Риму лише через три роки, після здобуття римлянами Карфагена. Під владою римлян назва Клупея остаточно витіснила старе ім'я Аспіс.
У 45 році до нашої ери Гай Юлій Цезар перетворив Клупею римську колонію. Згодом місто перетворилося на одну з головних баз флоту Римської імперії.
У 698 році Клупею захопили араби, що назвали місто на власний лад — Келібією.
Під час Другої світової війни біля Келібії затонув британський легкий крейсер «Манчестер».
Починаючи з 1964 року в Келібії проводиться Міжнародний фестиваль аматорського кіно.

## Історичні пам'ятки
У місті розташована фортеця Келібія.